# Michael Hutchence

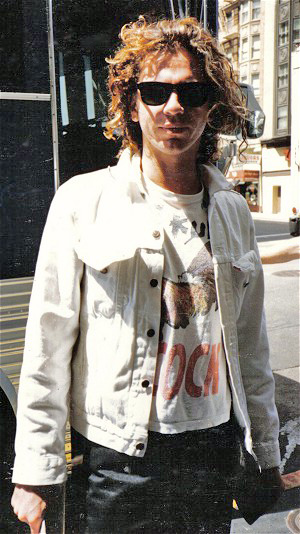
Michael Hutchence (1986)

Michael Kelland John Hutchence (* 22. Januar 1960 in Sydney; † 22. November 1997 ebenda) war ein australischer Sänger. Er war Mitglied und Frontsänger der Rockband INXS.

## Leben
Als Hutchence vier Jahre alt war, zog er mit seinen Eltern, seinem damals zwei Jahre alten Bruder und der damals 15-jährigen Halbschwester Tina nach Hongkong. Anlass war, dass sein Vater dort eine Stelle bei einer großen australischen Handelsgesellschaft angenommen hatte.
Im Jahre 1968, als die Familie Hutchence noch in Hongkong lebte, suchte ein Spielzeughersteller nach der Stimme eines kleinen Jungen für das Tonband eines seiner Spielzeuge. Die Wahl fiel auf Michael, der anschließend seinen ersten Song aufnahm und dessen Gesangskarriere damit im Alter von acht Jahren begann. 1972 kehrte die Familie von Hongkong nach Sydney zurück. Hutchence lebte nach der Scheidung seiner Eltern 1976 zeitweise mit seiner Mutter Patricia und der Halbschwester Tina in Kalifornien, USA. 1977 zogen er und seine Mutter zurück nach Sydney.
Am 16. August 1977 gründete Michael Hutchence zusammen mit Andrew Farriss (Keyboard/Gitarre), Tim Farriss (Gitarre), Jon Farriss (Schlagzeug), Kirk Pengilly (Gitarre/Saxophon) und Garry Gary Beers (Bass) die Band The Farriss Brothers, die sich 1979 in INXS umbenannte. Unter dem neuen Namen spielten sie erstmals am 1. September 1979 im australischen Toukley. Neben den musikalischen Erfolgen mit INXS seit Mitte der 1980er Jahre trat Hutchence auch in einigen kleinen Filmrollen auf, so 1990 in Frankenstein Unbound von Roger Corman. 1989 produzierte er ein Album der australischen Band Max Q.
Von 1989 bis 1991 war Hutchence mit der australischen Pop-Sängerin Kylie Minogue liiert. Von 1991 bis 1994 lebte er mit dem dänischen Model Helena Christensen zusammen. Ab 1995 hatte er mit Paula Yates, Exfrau des irischen Musikers Bob Geldof, eine Beziehung, nachdem er sie im Rahmen der britischen TV-Show The Big Breakfast kennengelernt hatte. Aus dieser Verbindung ging seine Tochter Tiger Lily (* 1996) hervor. Nach dem Tod von Yates am 17. September 2000 erhielt Geldof für Tiger Lily erst das Sorgerecht; später adoptierte er das Mädchen.
Wegen seiner Kurzsichtigkeit trug Hutchence gelegentlich eine Sonnenbrille mit Sehstärke. Durch eine Schlägerei mit einem Taxifahrer und anschließender schwerer Kopfverletzung, als sein Kopf auf dem Asphalt aufschlug, verlor er 1992 in Kopenhagen auch seinen Geruchs- und Geschmackssinn. Seitdem war seine Persönlichkeit verändert in Richtung größerer Aggressivität und depressiver Episoden.

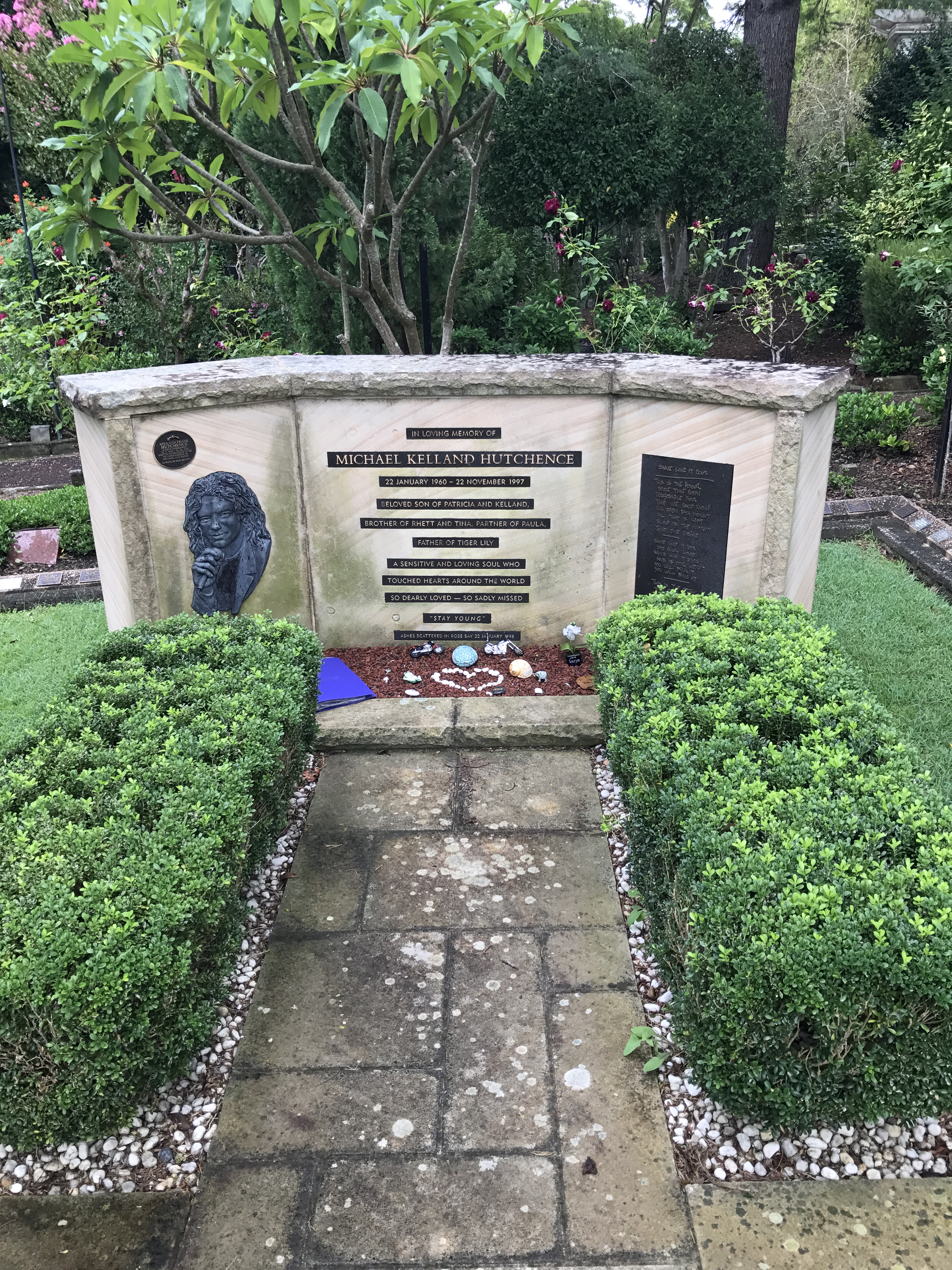
Grabstätte von Hutchence auf dem Northern Suburbs Memorial Gardens and Crematorium in North Ryde (2017)

Michael Hutchence wurde am 22. November 1997 im Alter von 37 Jahren, ein halbes Jahr nach Veröffentlichung des INXS-Albums Elegantly Wasted, tot in einem Hotelzimmer im Ritz-Carlton in Sydney aufgefunden. Laut Befund eines Rechtsmediziners starb er durch Suizid. Paula Yates widersprach jedoch dieser Darstellung und vermutete einen autoerotischen Unfall. Michelle Bennetts zufolge, wonach Hutchence kurz vor seinem Tod geweint habe und verstört bzw. traumatisiert klang, widerlegt hingegen diese Darstellung eines autoerotischen Unfalls und deutet eher auf depressive Beweggründe. Sie war die letzte Person, die mit Hutchence sprach. Der Trauergottesdienst wurde am 27. November 1997 in der anglikanischen St. Andrew’s Cathedral in Sydney begangen.

## Nachleben
Das auf 10 bis 20 Millionen Australische Dollar geschätzte Vermögen von Hutchence soll laut unbestätigten Pressemitteilungen nach dessen Tod spurlos verschwunden sein.
Der Tod von Michael Hutchence wurde von der Band U2, deren Leadsänger Bono mit ihm eng befreundet war, in dem Lied Stuck in a Moment You Can’t Get Out Of (2000) verarbeitet.
Michael Hutchences Schwester Tina Hutchence veröffentlichte 2000 zusammen mit ihrer 2010 verstorbenen Mutter Patricia Glassop die Biographie The Real Michael Hutchence: Just A Man.
Richard Lowenstein, der viele Videos von INXS inszeniert hatte, darunter Burn for You von 1984 und Never Tear Us Apart von 1988, drehte einen Dokumentarfilm über Michael Hutchence. Seine Premiere hatte Mystify im April 2019 beim Tribeca Film Festival. Der Film kam am 30. Januar 2020 in die deutschen Kinos. Der Film-Soundtrack enthält auch zwei bisher unveröffentlicht gebliebene Songs und alle großen Hits von INXS.

## Diskografie
Solo
- 1989: Max Q (mit Ollie Olsen)
- 2000: Michael Hutchence (posthum)
- 2019: Mystify: A Musical Journey with Michael Hutchence (posthum)

mit INXS
- 1980: INXS
- 1981: Underneath the Colours
- 1983: Shabooh Shoobah
- 1984: The Swing
- 1985: Listen Like Thieves
- 1987: Kick
- 1990: X
- 1991: Live Baby Live
- 1992: Welcome to Wherever You Are
- 1993: Full Moon, Dirty Hearts
- 1997: Elegantly Wasted